# Dedicato al mare Egeo
Dedicato al mare Egeo è un film del 1979 diretto da Masuo Ikeda.
La pellicola ha come interpretati principali Ilona Staller, Stefania Casini e Olga Karlatos.

## Colonna sonora
La colonna sonora del film composta da Ennio Morricone è stata pubblicata nel 1979 in singolo ed LP dall'etichetta discografica Columbia per il solo mercato giapponese. Lo stesso anno il brano Cavallina a cavallo, nella versione cantata da Ilona Staller, è stato pubblicato, sempre per il solo mercato giapponese, nel singolo omonimo dalla RCA. La colonna sonora è stata poi ristampata in CD nel 1992 in Giappone dalla Soundtrack Listeners Communications e nel 2010 in Spagna dalla Quartet Records.

### Tracce
LP
1. Dedicato al mare Egeo – 2:32
2. Un grido – 2:53
3. Lisa e Nikos – 3:41
4. Cavallina a cavallo – 4:16
5. E fugga via – 1:18
6. Un sogno al sole – 2:22
7. Lisa del mare Egeo – 3:07
8. Vedere e non sapere – 3:22
9. Tre per tre – 3:42
10. La donna della finestra di fronte – 3:28
11. Dedicato al mare Egeo – 3:20

Durata totale: 34:01

## Distribuzione
Il film è stato distribuito in Italia nel 1979. In Grecia è stato presentato al Cult Film Festival il 10 febbraio 2007.
Il film è stato distribuito anche con i titoli di Ege-kai ni sasagu in Giappone; Afosiomenes sto Aigaio in Grecia. È altresì noto con il titolo internazionale Dedicated to the Aegean Sea.